# Karl von Schönborn
Graf Karl Friedrich Joseph Maria August Johannes Erwein von Schönborn  (* 10. April 1840 in Prag; † 29. Mai 1908 in Neuhof bei Neukirchen, Böhmen) war ein österreichischer Politiker und Großgrundbesitzer. Er war Besitzer des Allods Dlaschkowitz, des Fideikommisses Lukawic mit Přichowic und Přestic, des Fideikommisses Malesic mit Kosolup und des Allodialgutes Nekmiř mit Kokořow und Třemošna.

## Herkunft
Er entstammt der gräflichen Familie Schönborn Linie Wiesentheid. Seine Eltern waren Erwein Damian Hugo von Schönborn (* 17. Mai 1812; † 12. Januar 1881) und dessen Ehefrau der Gräfin Christine von Brühl (* 28. März 1817; † 23. Oktober 1892), eine Tochter des Friedrich August von Brühl.
Der Kardinal Franziskus von Paula Schönborn (1844–1899) und der Politiker Friedrich von Schönborn (1841–1907) waren seine Brüder.

## Leben
Er trat in österreichischer Dienste und kam 1859 in das Dragonerregiment 2, aber bereits 1861 quittierte er den Militärdienst als Leutnant. Nach dem Tod seines Vaters im Jahr 1881 erbte er dessen Güter und Vermögen, ebenso erbte er dessen Platz im Herrenhauses, außerdem wurde er 1881 Kämmerer.
1882 wurde er Obmann der Bezirksvertretung im politischen Bezirk Prestitz (Preštice), des Weiteren war er lange Jahre Präsident der 1869 gegründeten Katolická beseda (Katholisches Kasino), eines kirchlich orientierten Unterhaltungs- und Lesevereins, und der 1871 gegründeten und ca. 2.900 Mitglieder umfassenden Katolickopolitická jednota pro království ceské (Katholisch-politischer Verein für das Königreich Böhmen), die die Interessen von Kirche und Großgrundbesitz vertraten. Im Jahr 1898 wurde er zum Geheimen Rat ernannt. 
Im böhmischen Landtag von 1870/71 sowie von 1883 bis 1901 war er Vertreter des fideikommissarischen Großgrundbesitzes.
Finanziell war er wenig erfolgreich, sodass er 1907 Konkurs anmelden musste. Durch seine Tätigkeit war er Träger mehrerer Orden, u. a. war er Kommandeur des päpstlichen Pius-Ordens.

## Familie
Er heiratet am 11. September 1861 in Prag die Prinzessin Johanna von Lobkowitz (* 16. Juni 1840; † 
5. August 1872). Das Paar hatte mehrere Kinder:
- Erwein (* 2. August 1862; † 23. Mai 1882)
- Johann Nepomuk Maria Friedrich Karl Josef (* 3. April 1864; † 7. Juni 1912), Mitglied des Herrenhauses ⚭ 1889 Gräfin Anna von Wurmbrand-Stuppach (* 23. April 1868; † 2. März 1938)
- Maria Friedrich Karl Johann Joseph Eugen Franz von Assisi (* 4. Oktober 1865; † 23. August 1919) ⚭ 1898 Prinzessin Sophie Cantacuzene (* 11. Oktober 1871; † 7. Dezember 1959)
- Joseph (* 15. November 1866; † 17. Mai 1914)
- Maria Franz Dominik Karl (* 4. August 1870; † 17. September 1942)

⚭ 1896 Gräfin Gabriele Chotek von Chotkow und Wognin (* 11. März 1868; † 18. Dezember 1933)
⚭ 1937 Friederike von Schlözer (* 1. März 1908; † 1945 (vermisst))
- Marie Christine (* 11. Juni 1872; † 14. September 1918) ⚭ 1890 Prinz Friedrich zu Schwarzenberg (* 30. Oktober 1862; † 2. Oktober 1936)

Nach dem Tod seiner ersten Frau heiratete er 1875 die Gräfin Zdenka von Sternberg (* 16. April 1846; † 16. September 1915). Das Paar hatte mehrere Kinder:
- Therese (* 10. Januar 1878; † 7. Februar 1949)
- Zdenko Maria Aloys Karl Wilhelm (* 10. Februar 1879; † 11. Februar 1960) ⚭ 1905 Gräfin Marie von Coudenhove (* 22. Februar 1886; † 20. Januar 1940)[2]
- Maria Adalbert Erwein Karl Laurenz (* 16. August 1881; † 18. Januar 1946)

⚭ 1907 Gräfin Rosine Czernin von und zu Chudenitz (* 14. Oktober 1880; † 23. September 1926)
⚭ 1941 Freiin Selia von Ringhoffer (* 8. September 1911; † 19. Oktober 1953)